# Lista dos deputados do Foro Liberal
Esta é uma lista alfabética dos deputados do Foro Liberal no Conselho Nacional, no Parlamento Europeu e nos landtages austríacos.

## Deputados no Conselho Nacional Austríaco
| Nome                        | Período                                      | Nota                                             |
| --------------------------- | -------------------------------------------- | ------------------------------------------------ |
| Barmüller, Thomas           | 04.02.1993-28.10.1999                        | 1990-1993 deputado da FPÖ                        |
| Firlinger, Reinhard         | 07.11.1994-02.10.1996                        | 1996 passagem para a FPÖ e ali deputado até 2002 |
| Frischenschlager, Friedhelm | 04.02.1993-29.12.1996                        | 1977-1983 e 1986-1993 deputado da FPÖ            |
| Gredler, Martina            | 07.11.1994-20.01.1995, 30.10.1996-28.10.1999 |                                                  |
| Haselsteiner, Hans Peter    | 07.11.1994–29.05.1998                        |                                                  |
| Kier, Volker                | 07.11.1994–28.10.1999                        |                                                  |
| Moser, Hans Helmut          | 04.02.1993–28.10.1999                        | 1989-1993 deputado da FPÖ                        |
| Motter, Klara               | 04.02.1993–28.10.1999                        | 1986-1993 deputada da FPÖ                        |
| Peschel, Brigitte           | 23.01.1995–14.01.1996                        |                                                  |
| Peter, Helmut               | 07.11.1994–28.10.1999                        | 1990-1993 deputado da FPÖ                        |
| Schaffenrath, Maria         | 07.11.1994–28.10.1999                        |                                                  |
| Schmidt, Heide              | 04.02.1993–28.10.1999                        | 1990-1993 deputada da FPÖ                        |
| Smolle, Karl                | 02.06.1998–28.10.1999                        | de 1986 até 1990 deputado dos Verdes             |
| Zach, Alexander             | 30.10.2006–23.09.2008                        | Elegido ao Conselho Nacional na lista da SPÖ     |

## Deputados no Parlamento Europeu
| Nome                        | Período               | Nota                                         |
| --------------------------- | --------------------- | -------------------------------------------- |
| Frischenschlager, Friedhelm | 11.11.1996–20.07.1999 |                                              |
| Gredler, Martina            | 01.01.1995–11.11.1996 |                                              |
| Resetarits, Karin           | 08.06.2005–14.07.2009 | De 2004 até 2005 deputada da Lista de Martin |

## Deputados nos landtages austríacos

### Baixa Áustria
| Nome                                | Período            | Nota                                                             |
| ----------------------------------- | ------------------ | ---------------------------------------------------------------- |
| Dautzenberg, Gerold                 | 7.6.1993-16.4.1998 |                                                                  |
| Dorfmeister-Stix, Alexandra Désirée | 7.6.1993-6.3.1997  | Passou para a ÖVP                                                |
| Wagner, Josef                       | 7.6.1993-?.?.1994  | saída do LIF em 1994, fundou nova lista para as eleições em 1998 |

### Estíria
| Nome               | Período | Nota |
| ------------------ | ------- | ---- |
| Keshmiri, Margit   |         |      |
| Brünner, Christian |         |      |

### Viena
| Nome              | Período | Nota |
| ----------------- | ------- | ---- |
| Alkier, Wolfgang  |         |      |
| Bolena, Alexandra |         |      |
| Hecht, Gabriele   |         |      |
| Hack, Michaela    |         |      |
| Pöschl, Hanno     |         |      |
| Smoliner, Marco   |         |      |